# Kisbali Bence
Kisbali Bence (Salgótarján, 2001. július 12.) Junior Príma-díjas, magyar rádiós műsorvezető, digitális tartalomgyártó, lokálpatrióta.

## Élete
Középiskolai tanulmányait a Salgótarjáni Madách Imre Gimnáziumban végezte el, ahol az iskolai események, rendezvények rendszeres fotós-videós dokumentálója volt. Pályázati, például fotós, videós anyagai rendszeresen díjazva lettek, ezek közül kiemelkednek az Eszterházy Károly Katolikus Egyetem tehetséggondozó programjában megszerzett többszörösen dobogós helyek.
2020-ban a Covid19 első magyarországi hulláma alatt érettségizett, majd tanulmányait a Budapesti Gazdasági Egyetemen először gazdaságinformatika, majd gazdálkodás és menedzsment szakon folytatta, de egyiket sem végezte el. 2023-ban az Eszterházy Károly Katolikus Egyetemen, kommunikáció és médiatudomány szakon kezdett bele új tanulmányaiba.

## Munkái
2017-ben egy online tanrádiót alapított Tarján Rádió néven, ahol a rádiózásért, médiáért kíváncsi fiatalok bontogathatták szárnyaikat. A rádió a Facebook-on Salgótarján egyik meghatározó aktív közössége volt abban az időben, a helyi közösségek összekapcsolódtak az online térben. A városi rendezvényekkel és helyi vállalatokkal is együttműködve rengeteg közösségépítő programon tudtak részt venni. Ennél a rádiónál kezdte szakmai munkáját Kenéz Kolos, aki a Petőfi Rádió legfiatalabb műsorvezetője címet viseli. 2019-ben a 26. Országos Ifjúsági Sajtófesztiválon pályázott, műsorát a Diák- és Ifjúsági Újságírók Országos Egyesülete (DUE) Az év diákrádiósa 2. helyezéssel díjazta. A rádióban több mint 10 fős önkéntes stáb működött, akik hétről-hétre töltötték fel adásokkal és helyi tartalmakkal a digitális étert.
2020 áprilisában a Next FM nevű internetes rádiónál önkénteskedett, mint műsorvezető 2021 augusztusáig. Juhász Bálint a rádió ötletgazdája és vezetője fontosnak tartotta a fiatalok felkarolását. A csapatnak célja volt a rádiózás digitális térben való népszerűsítése, mint a fiatalabb hallgatók, mint az utánpótlás nevelés tekintetében.
2020 november és 2021 áprilisa között a Salgótarjáni Városi Televízió (STV) szerkesztő-riportere, ahol a kreatív anyagokért és a fiatalokkal való stúdióbeszélgetésekért felelt.
2020-2021-ben jelen volt a gyöngyösi éterben, a Maxi Rádió kisközösségi rádió zenei trend műsorának, a top20-nak a szerkesztő-műsorvezetője.
2021. augusztus 1-től a Petőfi Rádió szerkesztő-műsorvezetője, munkássága a rádió több területére is kihatott. 2021 novemberétől az "Én vagyok Te!" című  beszélgetős műsor és az "Akusztik" műsor műsorvezetője. 2022 nyarán a rádió fesztiválokra települt ki, itt szerkesztői és technikai tudásával segítette a stábot. 2023. októberétől az éjszakai, hajnali műsorsávot vezette hétvégén. 2021-ben és 2022-ben a Coop Rally tudósítója. 2023 májusa és októbere között a rádió zeneiszerkesztő-segédje. A Petőfi Rádiónál a mentora: Dominik Zsolt és Borcsik Attila "Dj Izil".  2023 októberétől, az adó technikai főszerkesztő helyettese.
2024. szeptember 13-án közös megegyezéssel távozott a Petőfi Rádiótól, vidékre a Tamási Rádióhoz igazolt.
2022-ban a Duna Televízió bemutatta salgótarjáni és budapesti tevékenységeit és kétlakiságát.

## Civil élet
2019-ben részt vett a Karancs Fieszta esemény szervezésében, ahol egy tucat salgótarjáni fiatal birtokba vette a 20 éve bezárt ikonikus Karancs Szállót és egy árny- és fényjáték keretein belül idézték fel a hotel dicső múltját, később egy városi kalandjáték is építettek a tematika köré.
2020. október 15-én megalapította a völgyváros internetes közösséget, aminek elsődleges célja Salgótarján jövőjének befolyásolása, akár csak azzal, ha az emberekben kialakítanak egy erős városszeretetet. A digitális térben számtalan, műsor, videó, kutatás elkészítésével segítették, hogy az emberek jobban megismerjék a vidéküket. Több mint 400 digitális tartalomban, kisebb-nagyobb térségfejlesztő konferenciák közvetítésében volt része. A civil szervezet 2022 óta egy 300 négyzetméteres civil házat újít fel és üzemeltet. 2022-ben a NIOK alapítvány a "legígéretesebb új civil szervezet" díjban részesített a csapatot.
Videós tartalmaikban számtalan hazai és térségi szakemberrel készítettek interjút: Vitézy Dávid, Erő Zoltán, Drexler Szilárd, Bodor Ádám, Kocsis János Balázs, dr. Salamin Géza, Porhajas Gábor.
A völgyváros célja a helyi fiatalok megszólítása, a városlakók gondolkodásának pozitív irányba való formálása, értékeljék azt a környezetet amiben élnek, laknak.

## Díjak
2023-ban a salgótarjáni önkéntes tevékenységiért és a Petőfi Rádiónál tett médiamunkájáért magyar média és ismeretterjesztés kategóriában Junior Príma díjban részesült.